# Modèle Cox-Ingersoll-Ross
Le modèle Cox-Ingersoll-Ross (CIR) est utilisé en mathématiques financières
pour modéliser l'évolution des taux d'intérêt court terme. Il s'agit de la solution 
de l'équation différentielle stochastique (EDS)
{\displaystyle dX_{t}=\kappa (\theta -X_{t})dt+\sigma {\sqrt {(}}X_{t})dB_{t}}
où {\displaystyle X_{0}} est positif, et {\displaystyle B} est un mouvement brownien.
Notons que la solution de cette EDS reste
strictement positive sous la condition {\displaystyle 2\kappa \theta >\sigma ^{2}}. Le paramètre {\displaystyle \theta }
donne la moyenne à long terme, et {\displaystyle \kappa >0} donne la vitesse
à laquelle le processus va converger vers cet équilibre. Bien sûr, 
la partie brownienne vient perpétuellement perturber cette convergence
à l'équilibre, mais ce processus va essentiellement se concentrer autour
de la valeur de {\displaystyle \theta } au bout d'un certain temps.